# Тамблти, Фрэнсис
Фрэ́нсис Та́мблти (англ. Francis Tumblety; около 1833 — 28 мая 1903) — американский шарлатан, лекарь, гинеколог. Жил в Лондоне во время серии убийств в лондонском районе Уайтчепел, приписываемых неустановленному преступнику по прозвищу Джек-потрошитель. Ещё при жизни Тамблти в ряде газетных публикаций было высказано предположение о его тождестве с уайтчепелским убийцей.

## Биография
Родился в Ирландии. В возрасте 10 лет с семьёй переехал в США. По собственному признанию, часто подвергался унижениям со стороны своей матери, которая ненавидела его. Медицинскую карьеру начинал в больнице. Позже он начал самостоятельную практику, стал лекарем — травником. На самом деле он был простым шарлатаном, делал нелегальные аборты, обманывал своих клиентов, а один раз был обвинён в отравлении своего пациента. Каким-то образом ему удалось замять это дело.
Тамблти был женат. Его жена в прошлом была проституткой (он об этом не знал). Один раз он проследил за своей женой, которая подозрительно часто отлучалась из дома. Так он узнал, что его жена продолжает работать в публичном доме. Это сделало его убеждённым женоненавистником. Один раз к нему в гости пришла компания друзей, состоявшая из одних мужчин. Он сказал им тогда, что скорее отравит любую женщину ядом, чем пустит её за свой стол. Потом он пригласил друзей в другую комнату, где показал им свою коллекцию. Одна из стен этой комнаты была целиком заставлена склянками с заспиртованными женскими матками. Ошалевшим друзьям он сказал, что его коллекция пока не закончена.

### Убийства в Уайтчепеле
В июне 1888 года он приехал в Лондон. Он искал новых впечатлений, а также мужчин для любовных отношений. Его неоднократно арестовывали за непристойное поведение и приставание к мужчинам. В ноябре 1888 года после убийства Мэри Келли он был снова арестован. Его подозревали в серии убийств, совершённых Джеком-потрошителем. Из США пришли отрицательные характеристики на Тамблти. У полиции были причины для подозрения Тамблти в убийствах.
Прошло три дня. Свидетелей против Тамблти у полиции не было. Заплатив 1500 долларов, Тамблти добился освобождения под залог. Нарушив условия освобождения, он тут же бежал из Великобритании, уехал во Францию, а оттуда вернулся в США. По негласному правилу, бегство в другую страну британской полицией автоматически приравнивалось к признанию собственной вины. В погоню за Тамблти был направлен полицейский инспектор. Однако поймать Тамблти не удалось. В США его поджидали американские полицейские, которые готовы были арестовать и депортировать его в Лондон. Однако со стороны британской полиции неожиданно перестали поступать какие-либо запросы. В этот период в Нью-Йорке, где находился Тамблти, произошла серия зверских убийств проституток, очень схожая с серией Джека Потрошителя. Однако улик против Тамблти не было, а британская полиция больше не проявляла к нему интереса, и поэтому он перестал быть подозреваемым.
Он прожил довольно спокойную жизнь в материальном достатке вплоть до своей смерти в 1903 году.

### Вопрос о виновности
Не существует однозначного мнения о виновности или невиновности Тамблти в серии убийств проституток 1888 года. Он несомненно ненавидел женщин, и проституток в частности, однако не факт, что эта ненависть дошла до стадии садизма.
Тамблти на момент преступлений был очень немолод (ему было 55 лет), а значит, ему было бы сложнее быстро скрываться с места преступлений или же наносить такие сильные удары своим жертвам. Кроме того, свидетели описывали Джека абсолютно по-другому. Важно отметить, что все эти аргументы против весьма слабые. Тамблти в 55 лет мог иметь хорошую физическую форму, а свидетели вполне могли ошибаться, так как все убийства происходили ночью, можно сказать, в кромешной темноте.
Некоторые скептики утверждают, что гомосексуал Тамблти стал бы убивать людей своего пола, а жертвы из Уайтчепела не представляли для него интереса. Ещё одним поводом, чтобы усомниться в виновности Тамблти, является то, что доктор имел большие пышные усы, которые непременно бросились бы в глаза свидетелям (впрочем, этот аргумент тоже оспаривается).